# Калицано
Калицано (итал. Calizzano) је насеље у Италији у округу Савона, региону Лигурија.
Према процени из 2011. у насељу је живело 1138 становника. Насеље се налази на надморској висини од 651 м.

## Становништво
| 1936. | 1951. | 1961. | 1971. | 1981. | 1991. | 2001. | 2011. |
| ----- | ----- | ----- | ----- | ----- | ----- | ----- | ----- |
| 2.646 | 2.516 | 2.165 | 1.829 | 1.680 | 1.574 | 1.583 | 1.550 |